# Louis Nirenberg
Louis Nirenberg (Hamilton, 28 de fevereiro de 1925 – Nova York, 26 de janeiro de 2020) foi um matemático estadunidense nascido no Canadá.
Foi um dos mais destacados analistas do século XX, com contribuições fundamentais às equações diferenciais parciais lineares e não-lineares, e suas aplicações à análise complexa e geometria.
Estudou matemática na Universidade McGill, com um doutorado pela Universidade de Nova Iorque em 1949, orientado por James Johnston Stoker. Foi Professor do Instituto Courant de Ciências Matemáticas.
Nirenberg morreu no dia 26 de janeiro de 2020, aos 94 anos.

## Obras selecionadas
- Functional Analysis. Courant Institute 1961.
- Lectures on linear partial differential equations. In: Conference Board of the Mathematical Sciences of the AMS. American Mathematical Society, Providence (Rhode Island) 1973.
- Topics in Nonlinear Functional Analysis. Courant Institute 1974.
- Partial differential equations in the first half of the century, in Jean-Paul Pier Development of mathematics 1900-1950, Birkhäuser 1994
- Caffarelli, Luis; Kohn, Robert; Nirenberg, Louis (1982), «Partial regularity of suitable weak solutions of the navier-stokes equations», Communications on Pure and Applied Mathematics, 35: 771–831, doi:10.1002/cpa.3160350604